# Bisoro (Burundi)
Pour les articles homonymes, voir Bisoro.
 (août 2011).
Si vous disposez d'ouvrages ou d'articles de référence ou si vous connaissez des sites web de qualité traitant du thème abordé ici, merci de compléter l'article en donnant les références utiles à sa vérifiabilité et en les liant à la section « Notes et références ».
Bisoro est une commune du Burundi, située au sud de la province de Mwaro. Avant la création de la province de Mwaro, Bisoro fit partie de la province de Muramvya. La commune est bordée au nord par les communes de Gisozi et Kayokwe, au sud par celles de Matana et Mugamba (province de Bururi), à l'ouest par la commune de Mugamba et à l'est par les communes de Matana, Ryansoro et Nyarusange.
Elle comprend les 15 collines de Buhabwa, Buburu, Gitaramuka, Kanka, Kariba, Kiganda, Kirika, Kivoga, Mabaya, Masango, Mashunzi, Musumba, Munanira, Nyabisiga, Rubamvye.

## La guerre civile de 1993
La commune de Bisoro est une des rares communes où la cohabitation entre les Hutu et les Tutsi est exemplaire. Pendant les crises de 1988, et spécialement la guerre civile de 1993-2005, la commune de Bisoro est restée calme. Il n'y a pas eu de tueries qui ont caractérisé le reste du pays pendant la guerre civile burundaise. Ce qui fait de cette commune et la province de Mwaro en général une des rares localités qui n'ont pas été touchées par la guerre civile d'octobre 1993.

## L'agropastorale
La commune de Bisoro est dotée de potentialités agropastorales importantes. En effet elle jouit des climats agricoles d'Umugamba, d'Ikirimiro et du Bututsi, ce qui fait qu'elle peut intégrer toutes les cultures et plantes régionales cultivées sur le territoire burundais, y compris le thé et le café, la banane et le blé, la pomme de terre et la patate douce. L'élevage dans cette commune est l'un des plus modernes dans tout le pays grâce aux initiatives de la coopération française, via le projet Mugamba Nord. Ce projet, par la technique d'insémination artificielle, a pu introduire des races de vaches nouvelles dans la commune de Bisore et la province de Mwaro.

## Académie
La commune de Bisoro est l'une des communes du Burundi les plus scolarisées, et par conséquent un taux d'intellectuels (avec un niveau universitaire ou un diplôme de lycée ou d'institut) très élevé. Dotée d'une association de natifs très active, la commune de Bisoro a vu un développement socio-économique sans précédent avec l'arrivée en 1987 de Mélance Gahutu comme administrateur. Cette année fut le début d'une campagne de construction des immeubles publics qui abriteront les services publics variés. Après la construction du premier collège communal géré par la commune et contrôlé par le Ministère de l'Éducation nationale, d'autres institutions scolaires furent construites. Aujourd'hui, la commune de Bisoro compte 6 collèges communaux et au moins une école primaire pour toute colline de la commune et 3 centres de santé majeurs. Ces collèges ainsi que les écoles primaires sont le résultat de l'AACOBI, Association des natifs et Amis de la Commune de Bisoro, mise en place par les intellectuels natifs de la commune et présidée par Térence Ndikumasabo.
Bisoro fut ainsi un pionnier dans le domaine des associations d'autosuffisance qui devinrent une pratique courante au Burundi. Cependant, l'AACOBI semble être la seule association active, ce qui se démontre par les écoles, collèges et centres de santé déjà construits avec aide financière du gouvernement allemand et de la commune Albstadt en Allemagne.